# 서울교통공사 3000호대 VVVF 전동차
서울교통공사 3000호대 VVVF 전동차는 수도권 전철 3호선에서 운행 중인 서울교통공사의 통근형 전동차 차량이다. 현재 총 10량 49개 편성(490량)이 운행하고 있다.

## 개요
1983년~1991년 도입된 서울교통공사 3000호대 초퍼제어 전동차 교체와 수도권 전철 3호선 수서~오금 구간 연장 개통과 함께 도입되었다. 그 중, 349편성(1개 편성)이 유일무이하게 연장분으로 도입되었다.

## 기술적 사양
기초적 사양은 서울교통공사 2000호대 VVVF 전동차와 같은 한국철도기술연구원에서 개발한 한국형 표준전동차를 기초로 하며 대형 전동차에 맞게 재설계되었다.

### 제어 기기
전동기의 출력이, 1대의 인버터가 한 량분(4개)의 전동기가 제어되었다. 다만, 현대로템에서 제작된 1차분은 VVVF-IGBT 인버터가 적용되었고, 한국철도공사 3000호대 전동차에 비해서는 약간 증대된 210Kw의 일본산 미쓰비시 IPM이 탑재되었으며, 보조전원장치(SIV)는 180kVA IGBT-SIV가 적용되었다. 다원시스에서 제작된 2차분은 일본 히타치 제작소와 기술 제휴로 국산화된 IGBT 인버터가 탑재되었다.

### 차체 및대차
대차는 기존 중형 전동차 모델을 기초로 더욱 경량화된 대차가 채용되었다. 단, 차체는 현대로템 제작분인 1차분 전동차는 STS301L 스테인리스가 적용되었고, 다원시스 제작분인 2차분 전동차는 알루미늄 차체가 적용되었다.

### 실내 설비
객실 내부에는 다양한 방송 정보와 광고를 내보내는 LCD TV가 설치되었으며, LCD 안내판과 기존 행선판을 병용 사용한 안내판이 설치되었다. 객실 창문은 UV코팅 처리된 통유리가 채용되었으며, 선두부는 곡면형태를 일부 줄인 형태의 유선형 FRP 선두부가 적용되어 한국철도공사 331000호대 전동차, 한국철도공사 361000호대 전동차 등과 그것의 파생형과 유사하다.

### TCMS
2호선과는 달리 ATO 대응 장비는 빠졌으며, TCMS만 있다. 단 TCMS에는 서비스기기 제어 기능이 빠졌으며, 운전실 내부에 냉난방제어, 방송기기, 행선표시 제어 기기가 각각 설치되었다. 운전 방식은 수동 운전 방식이다.

### 편성
편성은 팬터그래프와 주변압기, 제어기기, 전동기가 탑재된 M'차, 제어기기와 전동기만이 탑재된 M차, 그리고 보조전원장치와 공기압축기, 축전지, 제어실 등을 갖춘 Tc차와 제어실이 없는 T1, 그리고 아무런 기기도 탑재되지 않는 T차로 구성되었다.
|       |                 | ◇◇              |                 | ◇◇              |                 |                 |                 | ◇◇              |       |
| 30XX  | 31XX            | 32XX            | 33XX            | 34XX            | 35XX            | 36XX            | 37XX            | 38XX            | 39XX  |
| Tc    | M               | M'              | T               | M'              | T1              | T               | M               | M'              | Tc    |
| ←오금 | ※XX는 편성 번호 | ※XX는 편성 번호 | ※XX는 편성 번호 | ※XX는 편성 번호 | ※XX는 편성 번호 | ※XX는 편성 번호 | ※XX는 편성 번호 | ※XX는 편성 번호 | 대화→ |

| 객차번호 | 설치된 전장품                        |
| -------- | ------------------------------------ |
| 30XX     | Tc(SIV, 공기압축기, 축전지)          |
| 31XX     | M(주변환장치)                        |
| 32XX     | M'(팬터그래프, 주변압기, 주변환장치) |
| 33XX     | T(무동력객차)                        |
| 34XX     | M'(팬터그래프, 주변압기, 주변환장치) |
| 35XX     | T1(SIV, 공기압축기, 축전지)          |
| 36XX     | T(무동력객차)                        |
| 37XX     | M(주변환장치)                        |
| 38XX     | M'(팬터그래프, 주변압기, 주변환장치) |
| 39XX     | Tc(SIV, 공기압축기, 축전지)          |

## 배속
- 301~320편성: 지축차량사업소, 10량
- 321~349편성: 수서차량사업소, 10량

## 현재 운행구간
- ● 수도권 전철 3호선
  - 서울 지하철 3호선: 지축 - 오금
  - 일산선: 대화 - 지축

## 도입 역사

### 1차분
- 지축차량사업소 소속: 301~315편성 (총 15개 편성)
- 수서차량사업소 소속: 321~333, 336~340, 349편성 (총 19개 편성)
- 제작사: 현대로템
- 제어방식: VVVF-IGBT(현대로템 IPM)

1984년~1985년 도입된 초퍼제어 전동차의 노후 차량 교체용으로 제작되었다. 현대로템 창원공장에서 제작되었다. 349편성은 유일한 수서 ~ 오금 구간 연장 도입분이다. 서울교통공사 2000호대 VVVF 전동차 중 1~2차분 차량(201~205, 215~231, 257~272편성), 서울시메트로9호선 9000호대 전동차 중 1~4차분 차량(901~953편성), 인천교통공사 1000호대 전동차 중 2차분 차량(126~134편성), 공항철도 1000호대 전동차 중 차량(101~106편성), 공항철도 2000호대 전동차 중 1~3차분 차량(201~222편성)과 동일한 구동음이다.

### 2차분
- 지축차량사업소 소속: 316~320편성 (총 5개 편성)
- 수서차량사업소 소속: 334~335, 341~348편성 (총 10개 편성)
- 제작사: 다원시스
- 제어방식: VVVF-IGBT(다원시스 KEC)

1990년~1993년 도입된 초퍼제어 전동차의 노후 차량 교체용으로 제작되었다. 다원시스 김천공장에서 제작되었다. 서울교통공사 2000호대 VVVF 전동차 중 3, 5차분 차량(206~213, 239~242, 245~248, 285~292편성), 서울교통공사 4000호대 VVVF 전동차 중 4차분 차량(450~470편성), 서울교통공사 7000호대 전동차 3~4차분 차량(764~772편성), 한국철도공사 391000호대 전동차 2차분 차량(39108~39117편성)과 동일한 구동음이다.

## 현황
현재 운행 중인 차량은 굵은 글씨로 표시한다.
301~348편성은 1984년~1993년 도입된 서울교통공사 3000호대 초퍼제어 전동차 대체분이고 349편성은 2010년 서울교통공사 3000호대 초퍼제어 전동차 대차분이 아닌 수서 ~ 오금 구간 연장분으로 증차 도입되었다.
| 차호     | 도입 시기 | 운행 중단 시기 | 비고                                             |
| -------- | --------- | -------------- | ------------------------------------------------ |
| 301 편성 | 2009년    | 운행 중        |                                                  |
| 302 편성 | 2009년    | 운행 중        |                                                  |
| 303 편성 | 2009년    | 운행 중        |                                                  |
| 304 편성 | 2009년    | 운행 중        |                                                  |
| 305 편성 | 2009년    | 운행 중        |                                                  |
| 306 편성 | 2009년    | 운행 중        |                                                  |
| 307 편성 | 2009년    | 운행 중        |                                                  |
| 308 편성 | 2009년    | 운행 중        | 자전거 전용칸이 설치되었다.                      |
| 309 편성 | 2009년    | 운행 중        | 자전거 전용칸이 설치되었다.                      |
| 310 편성 | 2009년    | 운행 중        | 자전거 전용칸이 설치되었다.                      |
| 311 편성 | 2009년    | 운행 중        |                                                  |
| 312 편성 | 2009년    | 운행 중        |                                                  |
| 313 편성 | 2009년    | 운행 중        | KTCS-M 시범 개조 차량이다.                       |
| 314 편성 | 2009년    | 운행 중        |                                                  |
| 315 편성 | 2009년    | 운행 중        |                                                  |
| 316 편성 | 2021년    | 운행 중        |                                                  |
| 317 편성 | 2021년    | 운행 중        |                                                  |
| 318 편성 | 2021년    | 운행 중        |                                                  |
| 319 편성 | 2021년    | 운행 중        |                                                  |
| 320 편성 | 2021년    | 운행 중        |                                                  |
| 321 편성 | 2009년    | 운행 중        | 자전거 전용칸이 설치되었다.                      |
| 322 편성 | 2009년    | 운행 중        | 자전거 전용칸이 설치되었다.                      |
| 323 편성 | 2009년    | 운행 중        |                                                  |
| 324 편성 | 2009년    | 운행 중        |                                                  |
| 325 편성 | 2009년    | 운행 중        |                                                  |
| 326 편성 | 2009년    | 운행 중        |                                                  |
| 327 편성 | 2009년    | 운행 중        |                                                  |
| 328 편성 | 2009년    | 운행 중        |                                                  |
| 329 편성 | 2009년    | 운행 중        |                                                  |
| 330 편성 | 2009년    | 운행 중        |                                                  |
| 331 편성 | 2009년    | 운행 중        |                                                  |
| 332 편성 | 2009년    | 운행 중        |                                                  |
| 333 편성 | 2009년    | 운행 중        |                                                  |
| 334 편성 | 2021년    | 운행 중        |                                                  |
| 335 편성 | 2021년    | 운행 중        |                                                  |
| 336 편성 | 2010년    | 운행 중        |                                                  |
| 337 편성 | 2010년    | 운행 중        |                                                  |
| 338 편성 | 2010년    | 운행 중        |                                                  |
| 339 편성 | 2010년    | 운행 중        |                                                  |
| 340 편성 | 2010년    | 운행 중        |                                                  |
| 341 편성 | 2021년    | 운행 중        |                                                  |
| 342 편성 | 2021년    | 운행 중        |                                                  |
| 343 편성 | 2021년    | 운행 중        |                                                  |
| 344 편성 | 2021년    | 운행 중        |                                                  |
| 345 편성 | 2022년    | 운행 중        |                                                  |
| 346 편성 | 2022년    | 운행 중        |                                                  |
| 347 편성 | 2022년    | 운행 중        | 수서차량기지에서 배전반 화재가 발생한 적이 있다. |
| 348 편성 | 2022년    | 운행 중        |                                                  |
| 349 편성 | 2010년    | 운행 중        |                                                  |

## 반입 경로
1차분 도입 시에는 신창원부터 영등포까지 디젤기관차로 견인한 후에 방향을 변경하여 안산역으로 이동하였다. 그 후 교류/직류 겸용의 한국철도공사 341000호대 전동차와 연결한 후에 남태령까지 이동한 후, 그 이후로는 자력으로 충무로역까지 이동하였다. 충무로 인근에 있는 3~4호선간 연결선로를 이용하여 지축차량기지 또는 수서차량기지로 반입되었다.
2차분 도입 시에는 노령역/김천역부터 영등포역/오류동역까지 디젤기관차로 견인한 후에 방향을 변경하여 안산역으로 이동하였다. 그 후 교류/직류 겸용의 한국철도공사 341000호대 전동차와 연결한 후에 사당역까지 이동한 후, 그 이후로는 자력으로 충무로역까지 이동하였다. 충무로역 인근에 있는 3~4호선간 연결선로를 이용하여 지축차량기지 또는 수서차량기지로 반입되었다.

## 특이 사항

### 자전거전용칸 개조
자출족들의 이동 편의를 위해 1차분 308~310, 321~322편성은 전동차 Tc(운전실이 있는 칸) 맨 앞에 자전거 전용칸 개조가 이루어졌다. 즉, 자전거를 이용할 경우에는 주인이 직접 들고 다녀야 한다.

### 신형LED조명 설치
대한민국의 정부의 녹색 성장에 맞추어 서울 지하철 조명을 업그레이드 하고자 337~340, 349편성의 객실 조명에 LED 조명이 설치되었다.

### 출입문 교체
304, 307~308편성은 한국철도공사 VVVF 전동차 3세대 후기형 출입문이 한동안 임시로 설치되었다가 도로 철거되었다.

### 측면 행선LED가동 중단
현재 스크린도어가 모두 설치되어 1차분 전동차의 앞칸과 뒷칸을 제외한 모든 안내기가 소등되고 에너지 절약을 위해 서울교통공사 로고가 부착되었다. 다만 2차분 전동차는 앞칸과 뒷칸만 측면 안내기가 가동 중이다. 일부 차량은 아직 10량 모두 가동 중이다.

## 특성 및 사양
- 견인장치는 표정속도 34km/h 이상 확보하였으며, 운행최고속도는 80km/h이다.
- 전동차가 고장났을 때 고장이 발생한 차량을 전기적으로 용이하게 분리(VCOS) 시킬 수 있으며, 1조의 견인장치(컨버터 + VVVF 인버터)를 분리하고도 매우 안전하게 운행할 수 있는 용량을 가지고 있는 차량이다.
- 6량 또는 10량 편성 시 전동차 1유닛 고장 경우에도 최대 승객 하중 조건에서 고장난 유닛을 개방한 상태로 35‰ 구배에서도 기동이 가능하게 되어 있는 차량이다.

## 사진

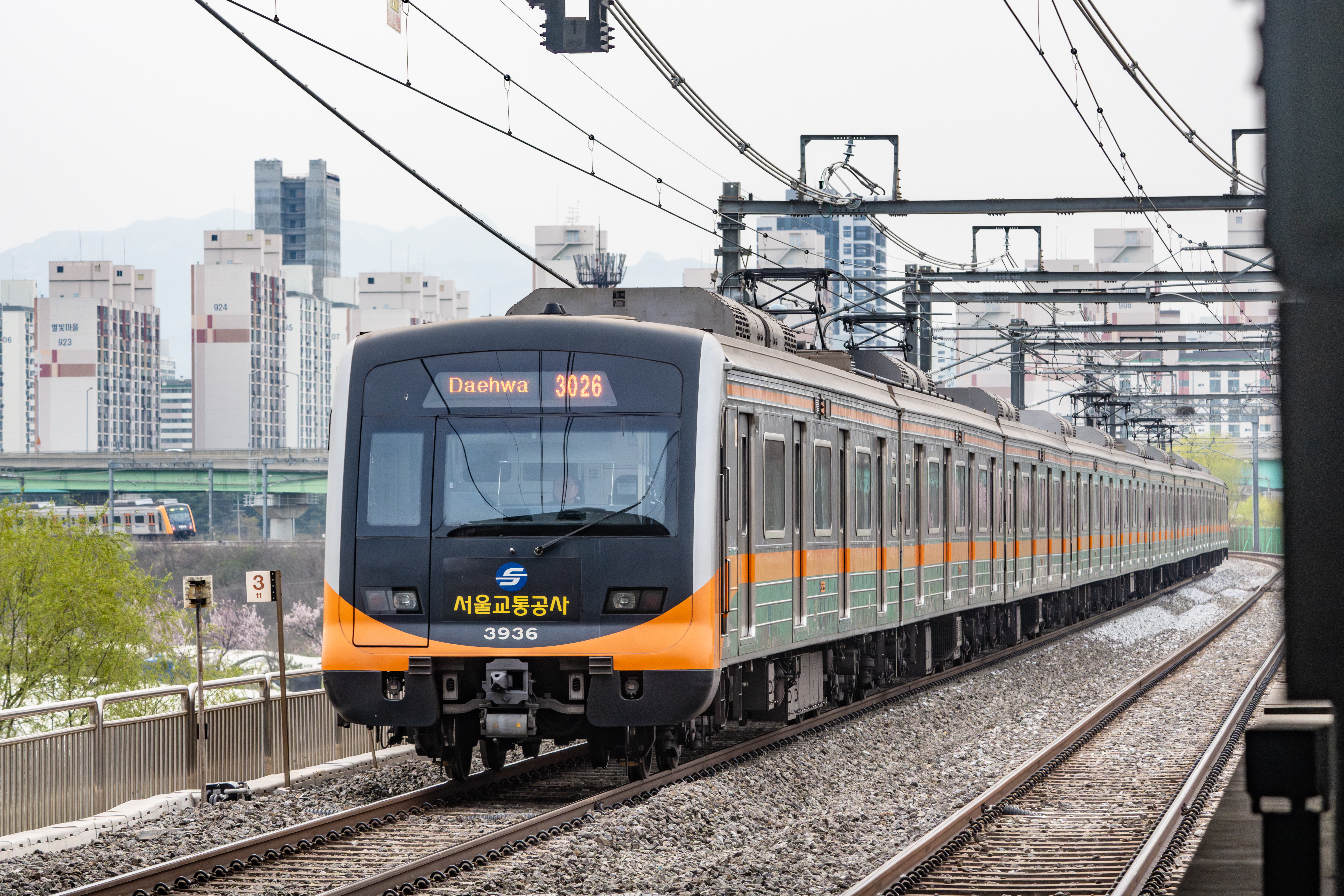
336편성 (1차분)
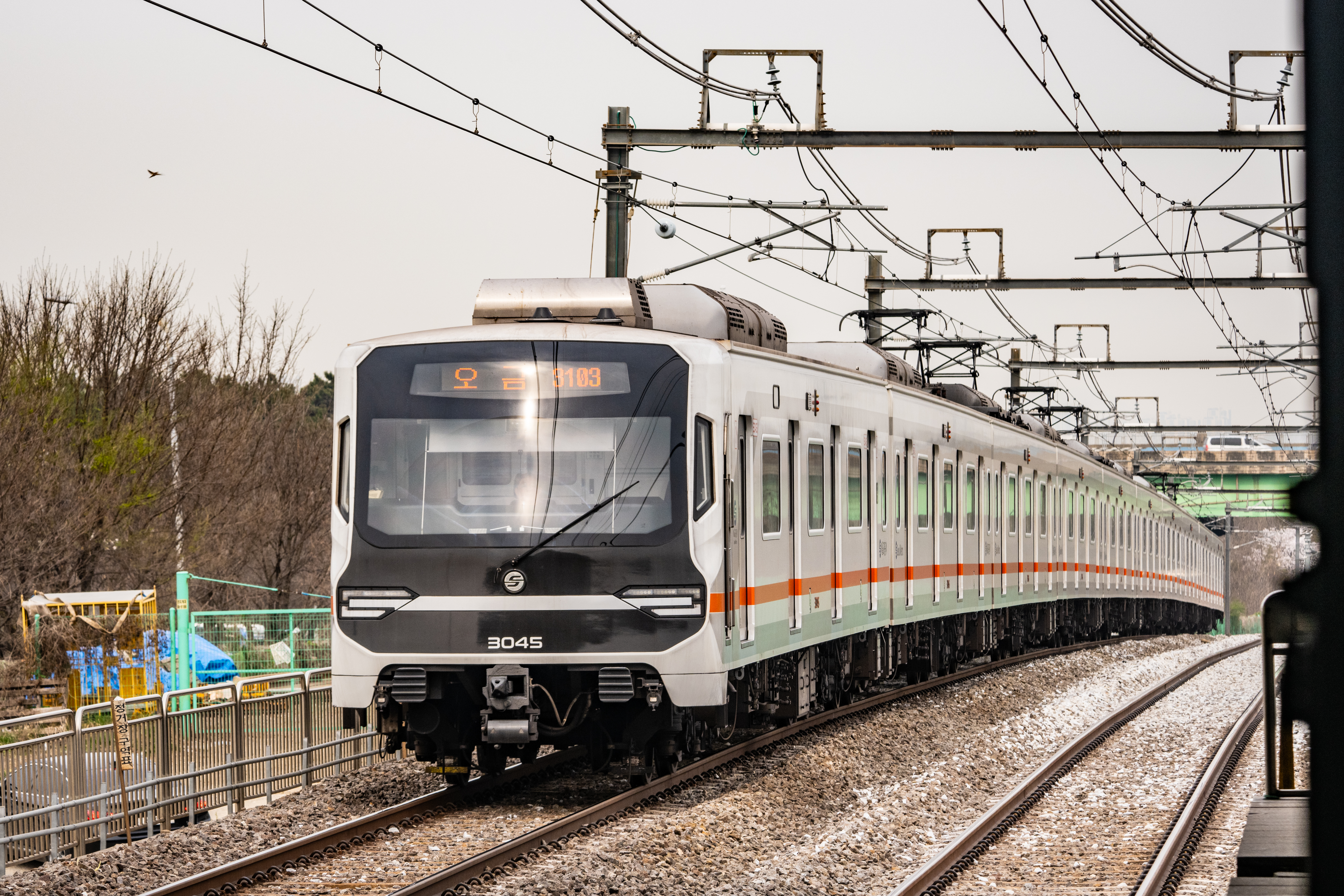
345편성 (2차분)
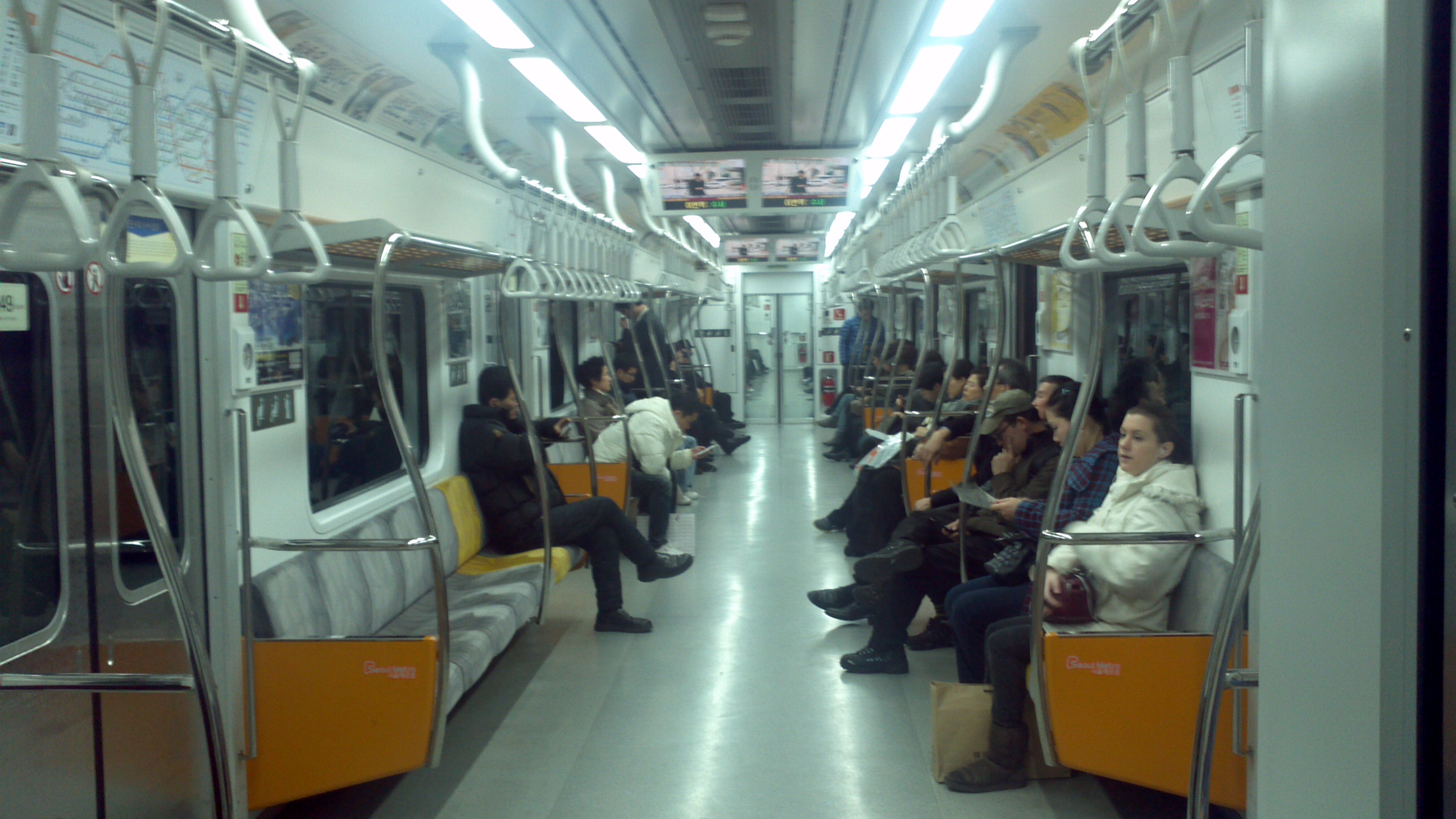
349편성 차량 실내 1 (1차분)
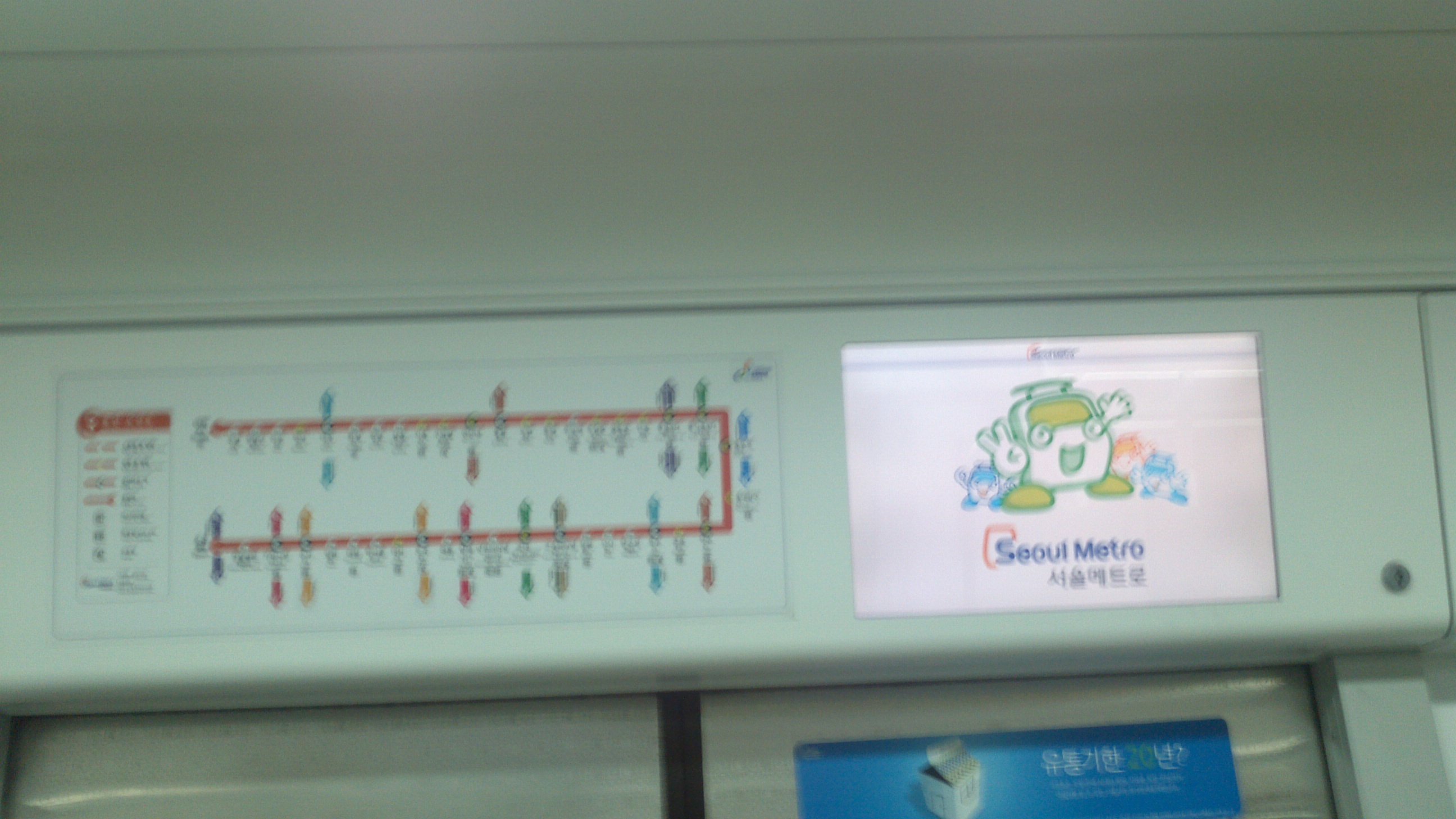
349편성 차량 실내 2 (1차분)
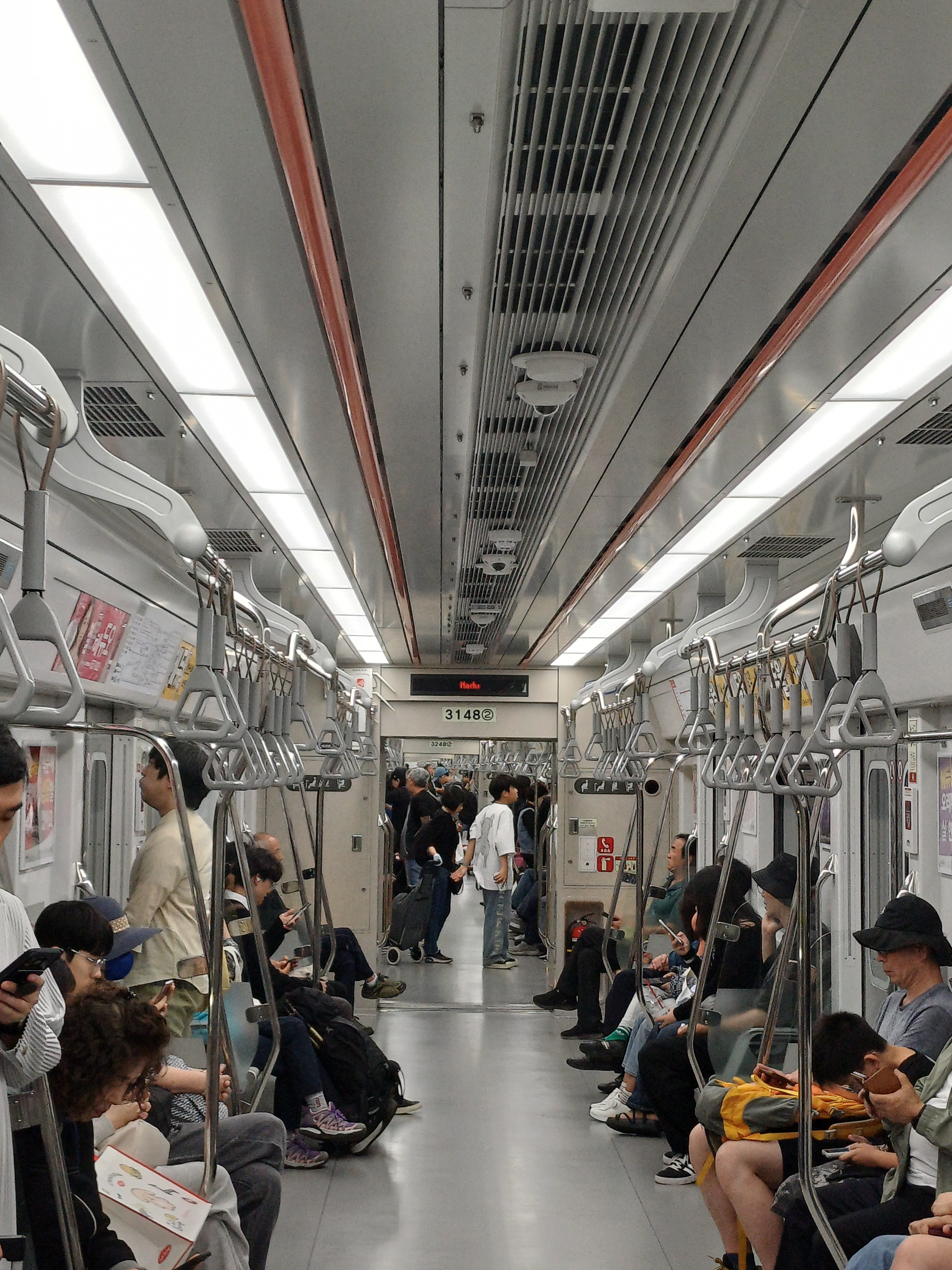
348편성 내부 (2차분)

## 같이 보기
- 서울교통공사
- ● 수도권 전철 3호선
- 서울교통공사 1000호대 VVVF 전동차
- 서울교통공사 2000호대 VVVF 전동차
- 서울교통공사 4000호대 VVVF 전동차